# Juras Požela (polityk)
Juras Požela (ur. 12 kwietnia 1982 w Wilnie, zm. 16 października 2016 tamże) – litewski polityk, poseł na Sejm Republiki Litewskiej, w 2016 minister zdrowia.

## Życiorys
Na Uniwersytecie Wileńskim uzyskał w 2004 licencjat, a dwa lata później magisterium z dziennikarstwa. Był pracownikiem uczelni, a także asystentem europosła Justasa Vincasa Paleckisa. W latach 2006–2010 zajmował stanowisko dyrektora departamentu ds. młodzieży w Ministerstwie Pracy i Opieki Socjalnej, następnie pracował w Sejmie jako doradca lidera socjaldemokratycznej opozycji. Przystąpił do Litewskiej Partii Socjaldemokratycznej. Z listy partyjnej tego ugrupowania w wyborach w 2012 uzyskał mandat posła na Sejm. W marcu 2016 zastąpił Rimantė Šalaševičiūtė na stanowisku ministra zdrowia w rządzie Algirdasa Butkevičiusa.
W sierpniu 2016 został hospitalizowany na oddziale intensywnej terapii w związku z ostrym zapaleniem dróg żółciowych będącym następstwem zapalenia trzustki. Pozostał kandydatem socjaldemokratów w wyborach z października 2016, w których uzyskał mandat w okręgu większościowym. Zmarł tydzień później w szpitalu.
Był żonaty z Živile Poželiene, miał syna. Został pochowany 19 października 2016 na cmentarzu na Antokolu.